# 1311
Năm 1311 là một năm trong lịch Julius.